# 系統功能語言學

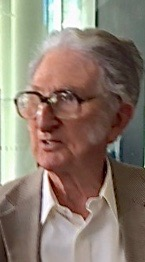
韓禮德（Michael Halliday）於90歲生日宴會，2015年2月17日

系统功能语言学（ SFL ）是将语言视为社會符號學系统的一种功能语言学方法。
系统功能语言学由韓禮德所創，他借鑑了他的老師弗斯的「系统」概念。弗斯提出，系统指的是服從結構的可能方案。 韓禮德將「选择」从结构中解放，使其成为SFL的核心組成維度。用更專業的術語來說，许多语言學的描述方法都将「结构」和組合軸（syntagmatic axis）擺在第一位，而SFL則是以聚合軸（paradigmatic axis）作为出发点。在理解語言如何工作的方面，系統性強調的是索緒爾所提出的“聚合軸”。  对于韓禮德来说，「任何交流行为都會涉及到选择」是理论的中心原則。 语言首先是个系统 ，SFL會使用系統網路的表徵工具，藉此映射在任何語言類型中可用的選擇。 
「功能性」意味著，語言是在語言系統必須提供功能的壓力下演變而來。功能被認為在所有層次的語言結构和組織上都留下了自己的標記，而这是通过元功能所实现。元功能在SFL中被獨特地定義為“圍繞系統的功能框架組織”，即「選擇」。 這點與其他功能性方法有著顯著差異，例如Dik的功能语法（FG，现在通常称为功能語篇文法 ）和词汇功能语法。 为了避免混淆，通常會使用完整名称「系统功能语言学」，而不使用功能语法或功能语言学來稱呼。 
对韓禮德而言，所有语言都涉及三種同时生成的元功能 ：一种诠释我们內外部世界的经验（概念），另一种制定社会关系（人际关系），而第三種則将这两个功能编织在一起以创建文本（文本-措辞）。 